# Sitelen pona

El símbolo del toki pona, en sitelen pona

El sitelen pona, son un sistema de escritura artificial del idioma construido toki pona creados por la lingüista canadiense Sonja Lang. Después del alfabeto latino, es el sistema más común para escribir el toki pona. 

## Etimología
El término procede del toki pona sitelen (“dibujo, letra”) y pona (“bueno”) (lit. “dibujos buenos”).

## Descripción

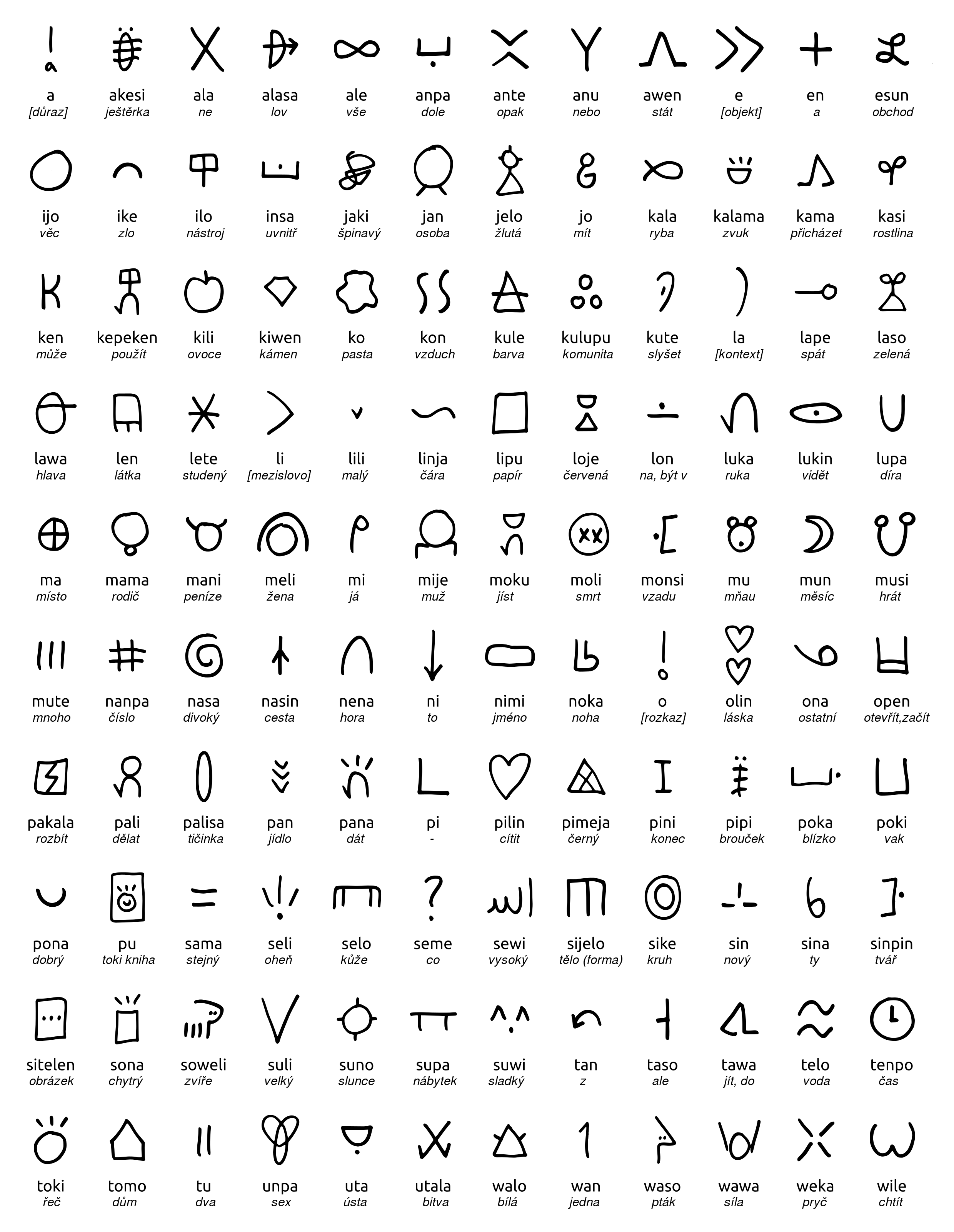
Los glifos del Toki Pona

El sitelen pona consiste en glifos logográficos que, junto con el alfabeto latino, la forma más utilizada para escribir el idioma, fue introducido e incluido en Toki Pona: el Idioma del Bien. El sitelen pona se ha descrito como "una escritura de tipo jeroglífico que hace uso de garabatos y otras formas infantiles". Los nombres propios se escriben dentro de un cuadrado en el que cada símbolo tiene el valor fonético de su primer sonido. Los símbolos que representan un adjetivo pueden escribirse dentro o encima del símbolo de la palabra anterior a la que modifican. El símbolo que representa el toki pona está escrito en sitelen pona, consiste en el símbolo de pona escrito dentro del símbolo de toki.

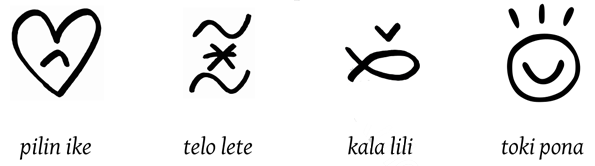
Estos son ejemplos de los glifos modificados

Estos símbolos pueden hacer ligaduras, a estos se les denomina 'Símbolos Modificados'.

## Sitelen sitelen
Los sitelen sitelen (Del Toki Pona sitelen, dibujo), fueron creados por Jonathan Gabel como sistema secundario para el toki pona y fueron incluidos en el libro Toki Pona: el Idioma del Bien. Es más elaborado y visualmente se parece a la escritura maya. Este sistema utiliza dos métodos separados para formar palabras: logogramas que representan palabras y un abugida para escribir las sílabas (especialmente para los nombres propios). Este sistema no es tan popular como su homólogo sitelen pona, probablemente porque es más difícil para aprender, escribir y leer.
- Datos: Q58372003
- Multimedia: Sitelen Pona / Q58372003